# Closterium attenuatum
Closterium attenuatum  là một loài Song tinh tảo trong họ Desmidiaceae, thuộc chi Closterium.